# Kościół Świętych Apostołów Piotra i Pawła w Bełcznej
Kościół Świętych Apostołów Piotra i Pawła w Bełcznej – katolicki kościół parafialny zlokalizowany we wsi Bełczna w gminie Łobez, w powiecie łobeskim (województwo zachodniopomorskie).

## Historia i architektura
Kościół, utrzymany w neogotyckim stylu, został zbudowany w XVIII wieku, na gruzach wcześniejszego kamiennego kościoła. Jest budowlą sytuowaną na planie prostokąta, zamkniętą od wschodu trójboczną absydą. Od strony południowej dostawiona jest dobudówka, pełniąca rolę zakrystii. Nawę nakrywa dwuspadowy dach. Od zachodu do kościoła przylega wieża, u podstawy murowana, w wyższych partiach ceglana, nakryta ośmiobocznym hełmem. W przyziemiu wieży umieszczony jest ostrołukowy portal, kondygnacje ceglane zaopatrzone są w różnokształtne otwory okienne.
Wewnątrz kościoła nawa i absyda nakryte są płaskimi sklepieniami. Ściany i strop są otynkowane i pobielane. Zachowały się drewniane ławki oraz wsparta na filarach empora z organami.
Po II wojnie światowej kościół został konsekrowany jako świątynia katolicka w dniu 20 czerwca 1946 roku.